# Histoire des Marranes en Angleterre
 (octobre 2017).
Si vous disposez d'ouvrages ou d'articles de référence ou si vous connaissez des sites web de qualité traitant du thème abordé ici, merci de compléter l'article en donnant les références utiles à sa vérifiabilité et en les liant à la section « Notes et références ».
L'Histoire de Marranes en Angleterre se compose de la contribution et des accomplissements des Marranes en Angleterre. 

## L'arrivée de Marranes
Vers le milieu du XVIIe siècle, un nombre considérable de commerçants Marranes se sont installés à Londres et y formèrent une congrégation secrète. A sa tête figurait Antonio Fernandez Carvajal, commerçant de renommée, surnommé par certains "le premier Juif anglais". Ils ont dirigé d'importantes affaires avec le Levant, les Indes orientales et occidentales, les Îles Canaries, le Brésil, et surtout avec les Pays-Bas, l'Espagne et le Portugal. Ils eurent une place importante dans le réseau de propagation du commerce, en particulier dans le monde espagnol et portugais. Leur position leur a permis de donner de à Cromwell et à son secrétaire, Jean Thurloe, des informations importantes comme par exemple les plans de Charles Stuart, en Hollande et ceux des Espagnols dans le Nouveau Monde (voir L. Wolf, "Cromwell Secret Intelligencers"). À l'extérieur, ils passaient pour des Espagnols et des Catholiques; mais en réalité ils tenaient des réunions de prière à Creechurch Lane, et plus tard ont été reconnus par le gouvernement en tant que Juifs.

## L'appel des puritains pour le retour des Juifs
A cette époque, l'opinion publique en Angleterre était préparée par le mouvement puritain à  traiter favorablement toute proposition des sectes judaïsantes pour la réadmission des Juifs en Angleterre. Des pétitions favorable à la réadmission ont été présentées à l'armée dès 1649, par deux Baptistes d'Amsterdam, Johanna Cartwright et son fils Ebenezer ("La Pétition des Juifs pour l'Abrogation de la Loi du Parlement pour Leur Bannissement de l'Angleterre"). Des suggestions ont été faites dans ce but par des hommes tels Roger Williams, Hugh Peters, et par des Indépendants en général. Beaucoup ont agi dans ce sens pour des raisons messianiques mystiques. Leurs points de vue ont suscité l'enthousiasme de Manasse Ben Israël, qui, en 1650, a publié Hope of Israel (Espérance d'Israël), dans lequel il préconise ce retour comme un préalable à l'apparition du Messie. Le Messie ne pouvait apparaître tant que les Juifs existaient dans tous les pays de la terre. Selon Antonio de Montezinos, les Dix Tribus avaient été découvertes chez les Indiens d'Amérique en Équateur, et l'Angleterre était le seul pays dans lequel les Juifs étaient exclus. Si l'Angleterre les acceptait, on pourrait s'attendre à une ère messianique.

## Dans la fiction
The Queen's Fool, roman historique, de Philippa Gregory, raconté du point de vue d'une (fictive) fille Marrane vivant en Angleterre à l'époque de Marie Ire.